# فليتشر كابيتو
فليتشر كابيتو (بالإنجليزية: Fletcher Kapito)‏ (مواليد 19 أكتوبر 1959) هو ملاكم مالاوي، مثّل بلاده في الألعاب الأولمبية الصيفية 1984.

## روابط خارجية
فليتشر كابيتو على موقع أوليمبيديا (الإنجليزية)